# Bill Lowe
Bill Lowe (* 1946 in Pittsburgh als William C. Lowe) ist ein US-amerikanischer Jazzmusiker (Posaune, Bassposaune, Tuba), Komponist und Hochschullehrer.

## Leben und Wirken
Bill Lowe arbeitete im Laufe seiner Karriere seit den 1970er Jahren u. a. mit Frank Foster, Clark Terry, Eartha Kitt, Phyllis Hyman, Cecil Taylor, Henry Threadgill (Rag, Bush and All), William Parker, Ed Blackwell, Muhal Richard Abrams, Bill Dixon, Bill Barron, Makanda Ken McIntyre, Jabbo Ware und Alan Silva; ferner gehörte er den Big Bands von Thad Jones, Jaki Byard sowie den Formationen Creative Improvisers Orchestra (1982) und Collective Black Artists an. Seit den 1990er Jahren ist er in der Jazzszene von Connecticut und Boston tätig. Er war Co-Leader des Boston Jazz Repertory Orchestra, der Bill Lowe/Carl Atkins Big Band und der Formation Signifyin’ Natives. Seit Ende der 1990er Jahre gehört er dem Aardvark Jazz Orchestra an (The Seeker, Impressions); in den 2010er Jahren spielt er im Sextett seines Schülers Taylor Ho Bynum (Apparent Distance, 2012, und Enter the Plustet, 2016). Lowe legte 2023 das Album Sweet Cane vor. Des Weiteren wirkte er bei Jorrit Dijkstra’s PorchBone (2024) mit.
Lowe komponierte eine Reihe von größeren musikalischen Werken, darunter die Oper Reb’s Last Funeral sowie für das Multimedia-Projekt Signifyin’ Natives und das Musiktheaterstück Crossing John at the Crossroads. Er unterrichtete an verschiedenen Colleges und Universitäten, wie am Barnard College, Columbia University, an der University of Pennsylvania, Wesleyan University, Yale University in Connecticut und an der City University of New York. Von 1989 bis 2005 war er als Associate Professor für Afroamerikanische Studien und Musik an der Northeastern University in Boston tätig, anschließend wurde Lowe Professor am Center for Jazz Studies der Columbia University. Er ist außerdem Adjunct professor am New England Conservatory.

## Diskographische Hinweise
- Bill Lowe/Philippe Crettien Quintet: Sunday Train (Konnex Records, 1993)
- Jason Robinson, J. D. Parran, Marty Ehrlich, Marcus Rojas, Bill Lowe, Liberty Ellman, Drew Gress, George Schuller, Ches Smith: Tiresian Symmetry (Cuneiform Records, 2012)
- Sweet Cane (Mandorla, 2023), mit Taylor Ho Bynum, Hafez Modirzadeh, Naledi Masilo, Kevin Harris, Ken Filiano, Luther Gray